# Gare de Chèvremont
Gare de Chèvremont – przystanek kolejowy w Chèvremont, w departamencie Territoire de Belfort, w regionie Burgundia-Franche-Comté, we Francji. Jest zarządzana przez SNCF (budynek dworca) i przez RFF (infrastruktura).
Stacja jest obsługiwana przez pociągi TER Pays de la Loire.

## Położenie
Znajduje się na linii Paryż – Miluza, w km 448,463, między stacjami Belfort i Petit-Croix, na wysokości 357 m n.p.m.

## Historia
Stacja została otwarta 15 lutego 1858, przez Compagnie des chemins de fer de l’Est.

## Linie kolejowe
- Paryż – Miluza